# Thököly Imre
Gróf késmárki Thököly Imre (Késmárk, 1657. szeptember 25. – İzmit, 1705. szeptember 13.) magyar főnemes, kuruc hadvezér, 1682–1685 között Felső-Magyarország, majd 1690-ben Erdély fejedelme.
Ifjúkora óta ellenséges érzelmeket táplált a Habsburg-házzal szemben, elsősorban a protestáns vallásgyakorlás és a rendi szabadságok megsértése miatt. Fiatalon, 23 évesen választották a kuruc hadak főgenerálisává. Törekedett a mozgalom Erdélytől való politikai függetlenítésére, ami 1682-ben sikerült török támogatással. 1685-ban Ahmed váradi pasa elfogatta; bár kis idő múlva ugyan szabadon engedték, de helyzete megrendült, és híveivel együtt kiszorították az országból. A „megbüntetett hűtlenség példájáról", a fogságban szenvedő Thökölyről számtalan német és olasz metszet készült.
Nem szakított véglegesen a bécsi udvarral, számos alkalommal kezdeményezett béketárgyalásokat, felajánlotta a királynak biztosítandó fegyveres támogatást a török kiűzésére – egy birodalmi hercegi cím fejében –, ám feltételeit Bécsben rendre elutasították. Ezt követően tevékenysége fokozatosan kiszorult a Kárpát-medence területéről. 1690-ben a zernyesti csatában aratott győzelmével átmenetileg sikerült megszereznie az erdélyi fejedelmi címet, de végül a királyi csapatok elől meghátrálni kényszerült. A karlócai békét követően élete végéig az Oszmán Birodalom területén élt száműzetésben. Az anatóliai İzmitben hunyt el 1705-ben nem sokkal 48. születésnapja előtt.

## Családja
Apai ágon a család előkelősége újkeletűnek számított. Dédapja, Thököly Sebestyén még nagyszombati ló- és marhakereskedő (tőzsér) volt, aki gyakran hitelezett a császári udvarnak. Szolgálatai elismeréseként 1572-ben nemesi, majd 1598-ban bárói címet kapott. Ő szerezte meg a késmárki várat és uradalmat is, amelyről a család nemesi előnevét kapta. Apja, Thököly (II.) István, aki rátóti Gyulaffy Máriát, Bethlen István unokahúgát vette feleségül, 1654-ben kapta meg a grófi címet.
Thököly Imrének öt testvére volt. Ádám (1652. szeptember – 1652. október) és István (1654–1655) még csecsemőkorukban meghaltak. Leánytestvérei jelentős főurakhoz mentek feleségül: Katalin (1655–1701) Esterházy Ferenchez, Mária (* 1656) Nádasdy Istvánhoz, míg Éva (1659–1716) Esterházy Pálhoz, a későbbi nádorhoz.

## Ifjúkora és tanulmányai

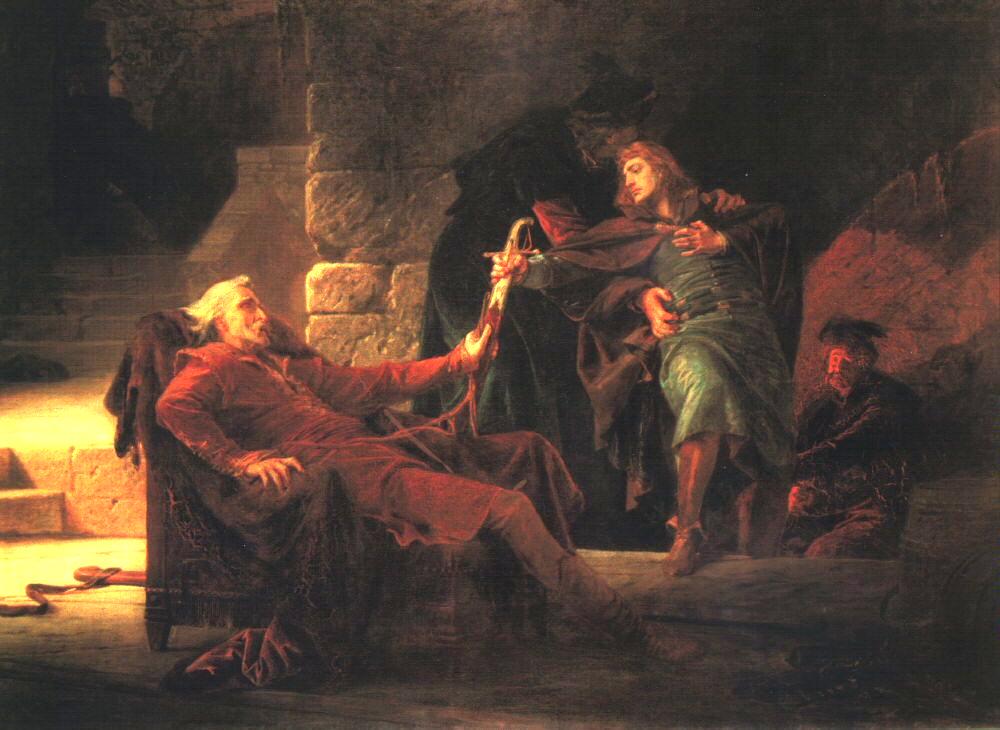
Thököly Imre búcsúja apjától (Székely Bertalan, 1875)

Ötödik gyermekként született, de két bátyja korai halála miatt egyedüli fiúgyermek volt. Kétéves korától félárva volt, ekkor vesztette el ugyanis huszonkét éves édesanyját.
Apja, Thököly István 1664-től részt vett a Wesselényi Ferenc nádor nevével fémjelzett főúri szervezkedésben: jelentős anyagi támogatást biztosított, illetve közvetítő szerepet játszott a magyarországi és az erdélyi elégedetlenek között. Az 1670 decemberében I. Rákóczi Ferenc által kirobbantott felső-magyarországi Habsburg-ellenes felkelés során a császári erők Árva várában körülzárták, és követelték, hogy bocsássa be az erősségbe az uralkodó csapatait. Thököly István nemsokára természetes halállal elhunyt, a várat pedig néhány nappal később őrsége feladta. Fiát azonban már idejekorán a Liptó vármegyei Likava várába küldte, akit onnan a család bizalmasai Lengyelországon keresztül az Erdélyi Fejedelemséghez tartozó Huszt várába menekítettek. Ezzel Thököly Imre 13 évesen teljes árvaságra jutott, egyszersmind – mint Seres István történész írja – „feljegyezték róla, hogy a gyermekkori sérelmek mély nyomot hagytak benne, és »engesztelhetetlen gyűlöletet érzett az ausztriai ház iránt«”.
Thököly tanulmányait az eperjesi evangélikus gimnáziumban és a nagyenyedi református kollégiumban végezte.

## Thököly, a kuruc

### Küzdelem a mozgalom vezetéséért (1677–1678)

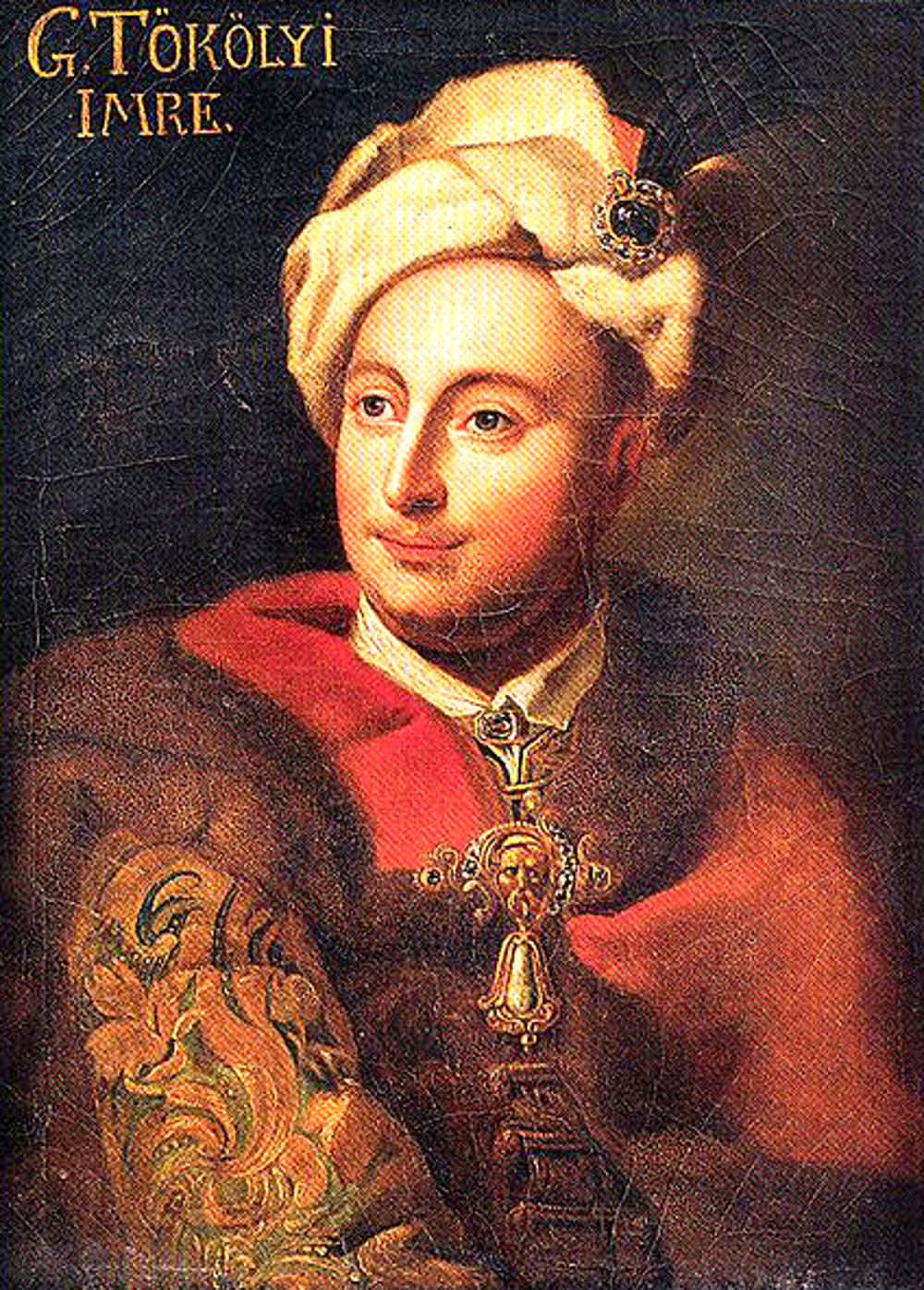
Thököly Imre portréja

1677. november 27-én Thököly az Apafi Mihály erdélyi fejedelem engedélyével Erdélyben magánszemélyként toborzott hadával csatlakozott a Wesselényi Pál vezette magyarországi bujdosókhoz. (A következő két év hadjáratait az 1677. május 27-én Varsóban XIV. Lajos, Apafi és a magyarországi bujdosók megbízottai (Absolon Dániel, Faygel Péter és Farkas Fábián) által megkötött szerződés értelmében 2–4000 fős, francia pénzen verbuvált lengyel segédhad biztosította.)
1678. március 7-én a bujdosók somkúti gyűlésén Teleki Mihály fővezér mellé tizenkét tagú tanácsot választottak, amelybe Thököly is bekerült, és ezzel lényegében a kuruc had második emberévé lépett elő. Ez érthető módon kiváltotta Wesselényi Pál ellenszenvét, aki 1674 óta a kuruc hadak generálisaként már jelentős katonai múlttal rendelkezett.
A Teleki vezette erdélyi és a Thököly vezette kuruc hadak május 11-én a Közép-Szolnok vármegyei Daróc és Tasnád között egyesültek. Néhány vár elfoglalása után augusztus 13-án a császári sereg közeledtére Teleki felhagyott Eperjes ostromával, és visszaindult Erdélybe. Thököly azonban ezzel párhuzamosan önálló hadjáratot vezetett, melynek eredményeképpen a nyár és az ősz folyamán kezére került négy kővár, valamint Körmöc kivételével az összes bányaváros, és eljutott egészen a Garamig. November 1-jén Barsszentkeresztnél elszenvedett vereségét követően a bányavárosokat ki kellett ugyan ürítenie, azonban összességében így is győztesnek érezhette magát – olyannyira, hogy saját hadvezéri hírnevét is ezzel a hadjárattal sikerült megalapoznia, és az elért sikerek átmenetileg Wesselényit is elcsendesítették. Trócsányi Zsolt történész még ennél is tovább megy, szerinte „ez az, ami tulajdonképpen kibuktatja a kuruc főgenerálisságból Telekit”. (Hivatalosan persze nem, hiszen formálisan 1680-ig ő marad a fővezér.)
Thököly önálló hadjáratát azonban a török porta ekkor még olyan káros pártütésnek tekintette, amely a kuruc mozgalom felbomlását okozhatja. Váradra küldött követét egyszerűen lekaszabolták, és 200 kuruc katona családját túszként elhurcolták, hűségének biztosítására.
Thököly már 1678 őszétől kezdve törekedett arra, hogy a magyarországi bujdosó mozgalmat politikailag is függetleníteni tudja Erdélytől. Szeptemberben a bujdosók négy képviselője Gács várába érkezett, ahol Forgách Ádám országbíró igyekezett közvetíteni I. Lipót császár és a magyarok között. Ezután egyikük, Szalay Pál – aki tagja volt a somkúti gyűlésen megválasztott tizenkét fős tanácsnak is – követként három napot töltött Bécsben. Kiküldésének célja feltehetően Bereg és Ung vármegyék téli szállásként való megszerzése volt – eredményességét illetően a különböző értesülések homlokegyenest eltérnek egymástól, de a bujdosók szerint „maga az király ollyakra ment kéretlen, hogy nem sokkal kellett volna menni töbre”.
Az erdélyiek természetesen nem nézték jó szemmel, hogy a magyarországi bujdosók a fejedelemség kihagyásával közvetlenül a császárral kezdenek tárgyalásokat; Apafi egyenesen a követküldésért általa (nem alaptalanul) felelősnek tekintett Thököly magyarországi és erdélyi birtokainak elkobzásával fenyegetőzött. Szalay azonban időközben másodszor is Bécsbe érkezett, ekkor már egy 25 pontos részletes béketervezettel, s lényegében az egész decembert ott töltötte az udvar költségén – végül két hónapos fegyverszünetet kötött Lipóttal, aki ezt márciusban hat héttel meghosszabbította (Szalay ismételt követségében bízva, akit azonban eddigre Apafi már elfogatott).
A Bécs felé történő tapogatózások híre a franciákhoz is eljutott, akik rosszallásukat fejezték ki, mivel az eseményeket a varsói szerződés megsértéseként értelmezték. Thököly Béthune márkinak Absolon Dániel követ útján küldött válaszában elutasította ezt az érvelést: „A magyar nemzetnek nagy respectusa volt a francia király protectiójára, de ennek fundamentuma volt a lengyel király jóakaratja s alattomban való assistenciája; már mikor a magyar nemzet eszében vette, hogy mindaz kettőben frustráltatik, és hogy a generális békesség ti. a francia király és a német-római császár békéje, Nymwegen közel vagyon, méltán securitásárúl per armistitium gondolkodott, a ki mindazonáltal a tractatusnak ti. a varsói egyezménynek nem praejudicál.”

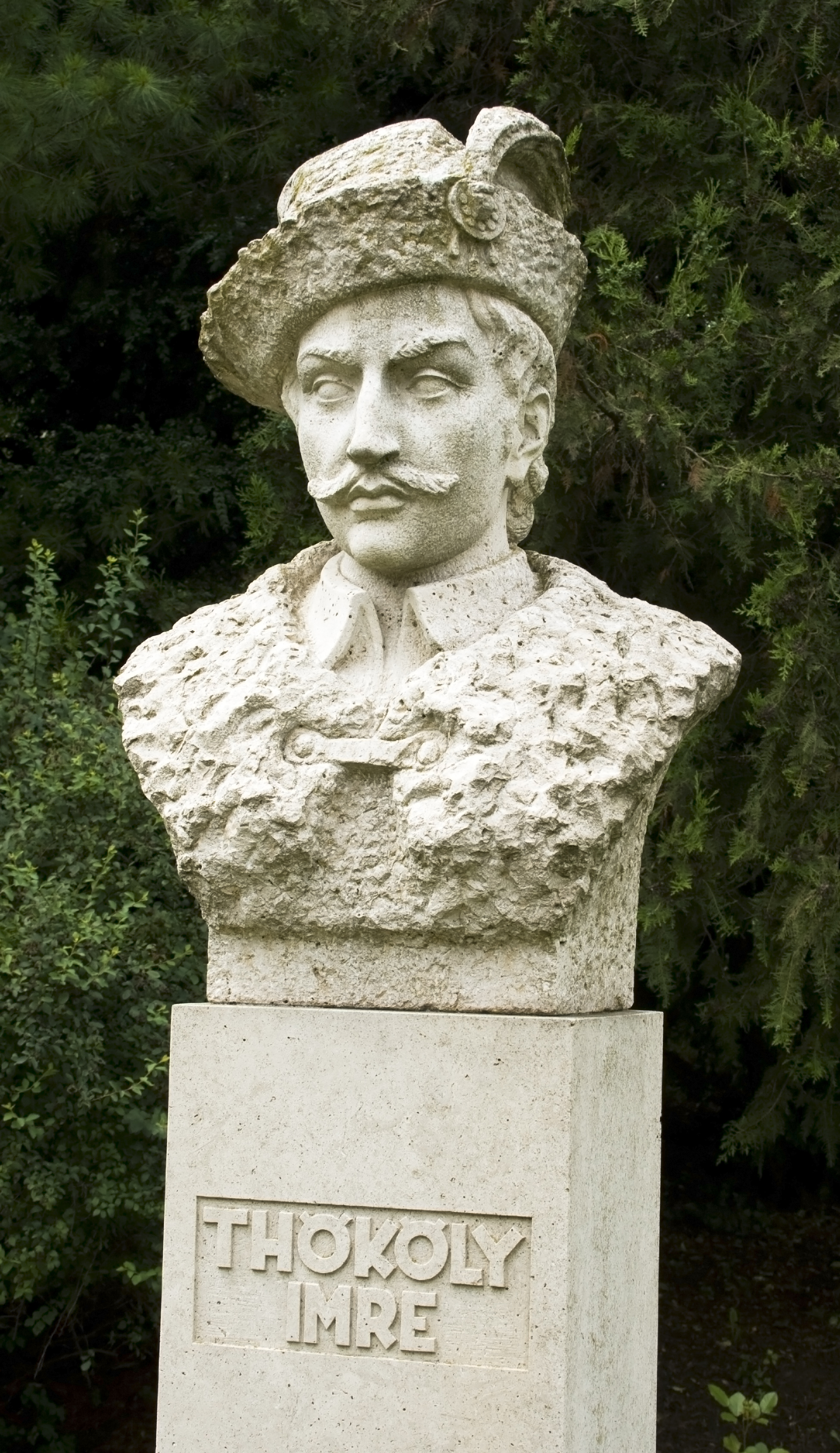
Thököly mellszobra a vajai Vay Ádám Múzeum parkjában

### A kurucok élén (1679–1681)
1679. június végén Apafi Thökölyt nevezte ki a beteg Teleki helyetteseként a kurucok élére. Ezzel egyidőben a bujdosók egy része július 28-án Wesselényit választotta meg vezérének, s ezzel létrejött a két vezér között a nyílt szakítás. November 3-án Thököly nagy győzelmet aratott a császáriak felett az Abaúj vármegyei Újfalunál – ezt szokás szikszói csata néven is emlegetni (lásd: újfalui ütközet). Ennek a sikernek minden bizonnyal jelentős szerepe volt abban, hogy 1680. január 8-án a bujdosók szoboszlai gyűlésén a vitézlő rend 133 képviselője – köztük Wesselényi Pál – egyhangúlag Thökölyt választotta fővezérré, és felesküdtek rá: „Mi Istenért és Hazáért fegyverre kelt alulírott magyarok esküszünk az élő Istenre, … hogy nagyságos Teökölyi (sic!) Imre urat, vezérünket nem hagyjuk el, bármit határoz az Isten dicsőségét és a Haza szabadságát illető ügyekben, … akik pedig mostanig eltérő véleményen voltunk, ezután a tegnapi erős és feloldhatatlan egyezségünk szerint Őnagyságát mint Fővezérünket ügyünk végső eldöntéséig hűségesen követjük.”
Thököly csillagának rohamos emelkedését jelzik Szelepcsényi György prímásérsek-helytartó szavai: „Őfelsége kegyelmes szándéka az, hogy a jövőben egyedül Thökölyvel tárgyaljon, nem pedig az erdélyi fejedelemmel.” Mindazonáltal Thököly még nem látta elérkezettnek az időt az Erdéllyel való teljes szakításra, és biztosította Apafit, hogy a jövőben is mindenről tájékoztatja majd.
Az 1680-as hadjárat során a kurucok már a Vág völgyében portyáztak, sőt betörtek Morvaország területére is. Augusztus 15-én elfoglalták Késmárkot, Lőcse ostromával azonban felhagytak. A november 15-én megkötött fegyverszünet Bereg, Ugocsa és Szatmár vármegyékben jelölte ki a kuruc seregek téli szállását.
1681. április 28-án I. Lipót által összehívott országgyűlés kezdődött Sopronban. Alig egy héttel később a kurucok levélben fordultak a tanácskozókhoz, amelyben figyelmeztettek: elvárják, hogy olyan határozatok szülessenek, amelyek a bujdosók számára is elfogadhatóak. Júniusban a frissen megválasztott Esterházy Pál nádortól meghívás érkezett a kurucok részére az országgyűlésen való részvételre. Ők azonban arra hivatkozva, hogy az összegyűlt képviselők nem első helyen tárgyalják a  protestánsok ügyét, elutasították a részvételt.

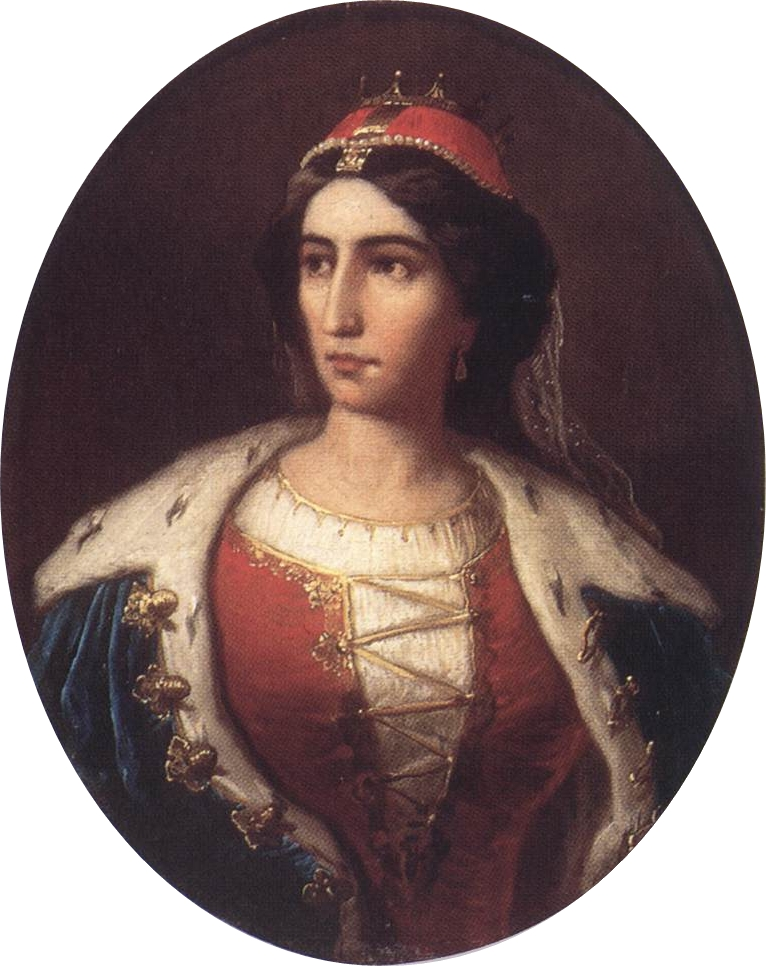
Zrínyi Ilona (Jakobey Károly festménye)

Május 30-án Ibrahim budai pasa értesítette Thökölyt, hogy a nagyvezír hajlandó fegyveresen támogatni mozgalmát – ennek hatására a kuruc vezér felmondta a Béccsel kötött novemberi fegyverszünetet. Apafi augusztus végén kiindult Erdélyből az áprilisi szultáni fermán értelmében. Szeptemberben a váradi pasa és Thököly seregeivel egyesülve Szabolcs vármegye területén portyáztak, majd Apafi és a törökök hazatértek. Thököly és I. Lipót megbízottai végül november 13-án fegyverszünetet kötöttek Szoboszlón: az az évi téli szállás területe Ung, Bereg, Ugocsa és Szabolcs vármegyékre terjedt ki. December folyamán Thököly béketárgyalásokat kezdeményezett az udvarral a következő feltételekkel: a kurucok kapják meg az I. Rákóczi György idején Erdélyhez csatolt hét vármegyét, az uralkodó garantálja a rendi jogok és a vallásszabadság, valamint a felkelésben részt vett kurucok javainak visszaadását, illetve hagyja jóvá Thökölynek Zrínyi Ilonával kötendő házasságát. A megállapodás szerint Bécs hat héten belül elküldi válaszát, erre azonban csak négy és fél hónap múlva került sor, és az eredmény csalódást okozott Thökölyéknek: Lipót engedélyezte a házasság megkötését (erre 1682. június 15-én került sor), de az összes többi követelést figyelmen kívül hagyva teljes meghódolást várt.

### AFelső-magyarországi Fejedelemségmegteremtése (1682)

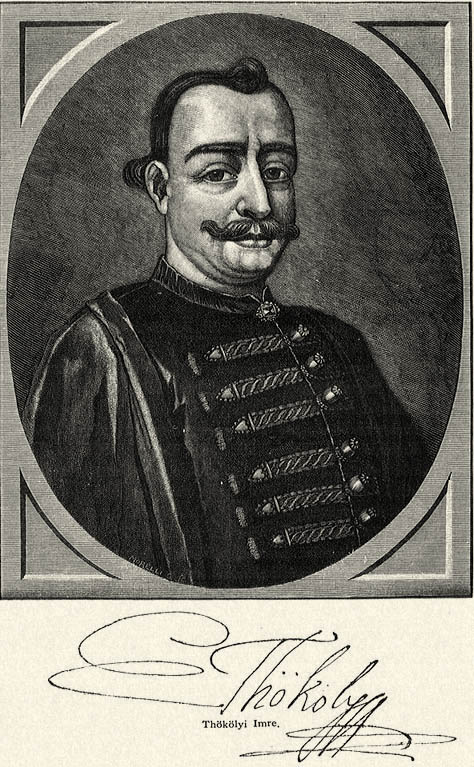
Thököly Imre portréja és aláírása (P. Schenk metszete)

A béketárgyalásokat követő időben, a császári válaszra várva, 1682 januárjában kuruc követek érkeztek Isztambulba. Céljuk az volt, hogy kieszközöljék a magyarországi fejedelemséget Thököly számára, aki cserébe felajánlotta, hogy két éven belül meghódoltatja az egész királyságot. Ezzel egyidőben Albrecht Caprara gróf rendkívüli császári követ a vasvári béke meghosszabbítását igyekezett kijárni Isztambulban, ám a szultán eleve teljesíthetetlen feltételeket szabott – feltehetően addigra már eldöntött tény volt a Habsburgok elleni közeljövőbeni nagyszabású hadjárat indítása. Thököly felajánlotta a közvetítést Bécs és Isztambul között, amit Lipót el is fogadott.
Május elején Thökölyt Budán fejedelemnek kijáró fogadtatásban részesítette Ibrahim pasa – jóllehet tárgyalásuk tartalma ismeretlen, valószínűleg szóba kerültek a felső-magyarországi vármegyék, sőt kortárs értesülések szerint Thökölynek felajánlották az erdélyi fejedelemséget vagy a magyarországi királyságot, esetleg mindkettőt.
Késmárki Thököly Imre, kinek vége boldog legyen, követet küldött portánkhoz: felséges ajtóküszöbünknek, melyen a paradicsom lótuszvirága nő, szolgálatait felajánlotta és könyörgött nekünk, hogy őt évenkénti 40 000 piaszterért Magyarország urául ismerhessük, melynek lakosai azon éppen, mint Erdélyéi, mindenha boldog szolgáink közé számíttatnak
Ezt követően a kuruc vezér még egyszer megkísérelte a Béccsel való tárgyalásokat, de azok nem jártak sikerrel. Végül június 24-én Thököly felmondta a novemberi fegyverszünetet.
Július végén Ibrahim pasa Budáról 30 ezres, augusztus elején Apafi Erdélyből 8 ezres sereggel indult ki. A törökök útközben elfoglalták és lerombolták Ónodot. A seregek egyesülése után augusztus 14-én elfoglalták Kassát (ekkor Thököly a maga fennhatósága alá rendelte a Szepesi Kamarát). Ezt követően bevették Eperjest, Lőcsét, Füleket (fel is gyújtották) és Szendrőt. Szeptember 16-án a katonai sikerek és a harcok befejezése után, Ibrahim pasa a szultáni athanámé alapján Fülek várában (Apafi jelenlétében) Magyarország királyává nevezte ki Thököly Imrét. A kinevezés szerint Thököly évi 40 ezer tallér adó ellenében kapta meg IV. Mehmedtől az uralkodói jelvényeket. Thököly nem kívánta a „király” címet viselni, ettől kezdve a kuruc vezér inkább Felső-Magyarország fejedelmének címezte magát.
Ezután a sereg a bányavárosok ellen vonult, ahol igen nagy pusztításokat végeztek. A helyzet normalizálódását jelzi, hogy a hónap végén a kurucok már a Vágnál csatáztak a nádori seregekkel, Thököly októberben pedig már pénzt veretett, miközben Ibrahim pasa Esztergom és Érsekújvár felé nyomult előre. November 19-én az újdonsült fejedelem megbízottai Bécsben megkötötték a fegyverszünetet, amely megerősítette a kurucokat a Garamig terjedő területek birtoklásában, de néhány kisebb erősségben császári őrség maradt. A bányavárosokat Bécs visszakapta, de évi 50 ezer forintos jövedelmükből Lipót köteles volt átadni 3 ezer forintot. Thököly ismételten elvállalta a Bécs és a Porta közötti közvetítést.

### A kahlenbergi török vereség és Thököly hatalmának hanyatlása (1683–1684)
1683. január 11-én Kassán Thököly által összehívott országgyűlés kezdődött, amelyen a nádori tiltás ellenére figyelemre méltóan sokan jelentek meg (20 vármegye, 9 szabad királyi város, 3 püspök, 2 káptalan, 1 konvent, 19 főúr, valamint Lipót és Ibrahim pasa megfigyelői). Megerősítették a novemberi fegyverszünetet, és portai követ küldéséről döntöttek a Thököly által vállalt közvetítés teljesítése érdekében. Ugyanakkor ellentét támadt a fejedelem és a résztvevők között az athnáme miatt (követelték a bemutatását, amit Thököly megtagadott) – végül csak 50 ezer forint adót szavaztak meg. Az országgyűlés lezárultát követően Thököly ismét békeajánlatot tett Lipótnak: a kurucok által megszállt 13 megyét, magának pedig birodalmi hercegi címet és a „Magyarország részeinek ura” titulus elismerését kérte, cserébe háború esetén Lipótot királyaként támogatta volna, családja férfiágának kihalásával pedig a terület visszaszállt volna a Habsburgokra – ajánlatát ezúttal is elutasították.

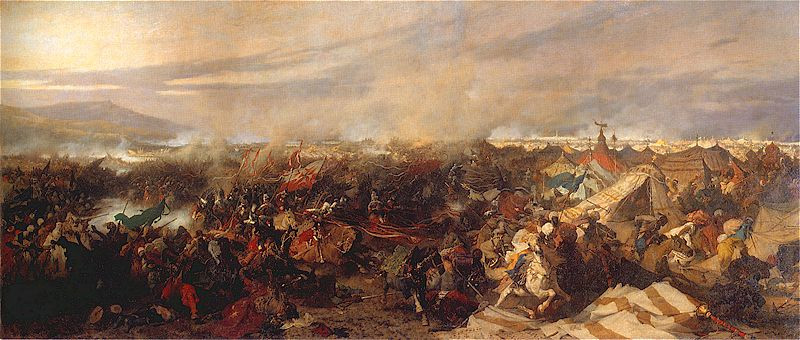
A kahlenbergi csata 1683. szeptember 12-én (Józef Brandt lengyel festő műve)

Április 1-jén Drinápolyból megindult a török hadjárat Bécs ellen. Június 21-én Thököly felmondta a Béccsel kötött fegyverszünetet, majd felkereste a hadjáratot vezető nagyvezír eszéki táborát, ahol megállapodtak, hogy a fejedelem hűségére térők birtokait a török nem dúlja fel. Ennek hatására a főurak túlnyomó többsége átállt, élelemmel és fegyveresen is támogatták a törököket.

A Felső-magyarországi Fejedelemség területe 1683-ban

Ezt követően Thököly a Duna bal partján vonult északnyugat felé, miközben megbízottai a dunántúli megyéket eskették a hűségére. Júliusban Nagyszombat és Pozsony megnyitotta előtte kapuit, de 29-én Lotaringiai Károly, a császári sereg fővezére utóbbiból kiűzte a kurucokat. Augusztus 26-án a Morva melletti Angernnél a kurucok nagy vereséget szenvedtek a Bécs felé vonuló lengyel hadaktól. Másnap Thököly megtagadta a nagyvezír Bécs alá rendelő parancsát. Ezt a döntést feltehetően több szempont is indokolta: Sobieski János lengyel királlyal való jó kapcsolata mérséklőleg hathatott rá, nem akarta védtelenül hagyni Felső-Magyarországot, illetve számolt azzal, hogy török győzelem esetén Buda 1526-os, tíz napig tartó kifosztásához hasonlóan a törökök Bécsből is hamar kivonulhatnak. Szeptember 4-én, tehát még Kara Musztafa katasztrofális kahlenbergi vereségét megelőzően sokadik alkalommal békeajánlatot tett Bécsnek: felajánlotta, hogy Pozsonyért és a bányavárosokért cserébe 25 ezres seregével a török ellen fordul. Lotaringiai Károly támogatta az ajánlatot, de az Udvari Haditanács (amelynek vezetője rivalizált a fővezérrel) elutasította. A Bécset ostromló sereg veresége után Thököly kelet felé vonult vissza, miközben ismét megtagadta a nagyvezír csatlakozásra felszólító parancsát – az október 9-i párkányi csatában sem vett részt, ami tovább rontotta viszonyát a törökkel. Sobieski hazavonulása közben elfoglalta Lipót részére Észak-Magyarország jelentős területeit. A fejedelem Sobieski útján továbbra is különbékét akart kötni Lipóttal, azonban a király elzárkózott ettől – Thököly meghódolását követelte, és hogy vonuljon vissza a magánéletbe.
1684 januárjában életbe lépett I. Lipót amnesztiarendelete – ettől kezdve állandóak voltak az átállások a kurucoktól a császáriak oldalára. Thököly erre adandó válaszként adta ki a keresztény világnak és a magyaroknak címzett kiáltványát. „Keresztény vallások védelmében és a nemzetek szabadságáért.” 
Ez felhívta a figyelmet a hatalom sorozatos jogsértéseire, és hangsúlyozta, hogy a kurucok mozgalmának legfőbb célja a törvényesség visszaállítása, a vallásszabadság garantálása. Hivatkozott az ország régi törvényeire, a közelmúltbeli uralkodók által elfogadott koronázási hitlevelekre. Az írásban Thököly kurucai török orientációjának előfutáraiként megjelentek Bocskai, Bethlen és I. Rákóczi György, azonban az erdélyi fejedelmek háttérbe szorultak Wesselényi Ferenc és Lippay György alakja mögött. A néhai nádor és az esztergomi érsek, az ország két első közjogi méltóságának törökpártisága mindennél csattanósabb érv volt a felkelők legitimációja mellett. Péter Katalin történész véleménye szerint ugyanakkor a Manifestum alaposabb vizsgálata során kiderül, hogy állításai alátámasztására „részben 1684-re aktualitásukat vesztett eseményekről szól, részben nem említ égetően időszerű momentumokat, végül: valótlan dolgokat állít.”
Ebben az évben Schultz altábornagy vezetésével indult támadás Thököly ellen, aki azonban hamarosan ellentámadásba ment át. Sikerült elfoglalnia többek között Késmárkot és Ungot, de szeptembertől az erőviszonyok a császári sereg oldalára billentek el. Eperjes alatt elszenvedett veresége után Thököly Regéc várába húzódott vissza, de a várost magát a császáriaknak 21 napig tartó ostrommal sem sikerült bevenniük.

### A fejedelemség bukása – Thököly elfogatása, majd török csapatvezérsége (1685–1689)

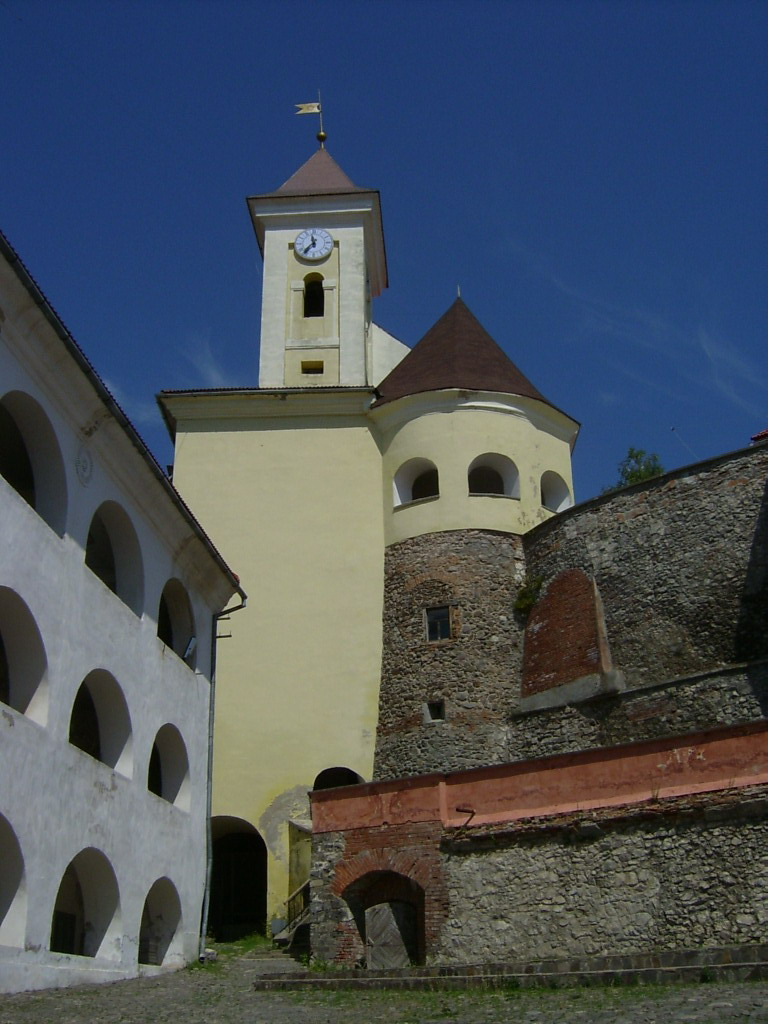
Munkács vára

1685 februárjában az erdélyi fogarasi országgyűlés hűtlenségi pert indított Thököly ellen, melynek eredményeképpen birtokait elkobozták. Májusban a császári erők három hétig ostromolták Ungvárt, végül azonban eredménytelenül távoztak az erősség alól. Szeptember 11-én Eperjest kéthónapi ostrom után elfoglalták.
1685. október 15-én a nagyvezír utasítására a váradi pasa a hozzá segítségért érkező Thökölyt elfogatta, és a kedvezőbb békefeltételek reményében felkínálta Bécsnek, ám Lipót ekkor már nem tartott igényt a személyére. A fejedelmet ekkor előbb Jenő várába, majd Belgrádba szállították vasra verve. Thököly fogságának hírére Kassa kétheti ostrom után megnyitotta kapuit a császáriak előtt, akik sorra foglalták el a felső-magyarországi várakat. Egyedül Munkács védekezett 1688 januárjáig Zrínyi Ilona vezetésével. Ugyanakkor Thököly megmaradt mintegy 17–18 ezer katonája csatlakozott Lipót seregéhez. 1686. január 2-án szabadon engedték Belgrádban, majd ünnepélyes keretek között bevonult Váradra, a három hónappal korábbi megaláztatás helyszínére. Mindez azonban helyzetén lényegében már nem változtatott: korábbi hatalmát végérvényesen elveszítette – nem sikerült török segédhadakat szereznie Munkács felmentésére, sőt amikor visszavonult Hunyad vármegyei birtokára sereget toborozni, Teleki Mihály utasítására onnan is kiüldözték.
1687 februárjában Thököly a nagyvezír parancsára Váradra ment, hogy az ottani pasától kapjon segítséget Munkács felmentésére. A pasa azonban nem volt képes segítséget nyújtani, ezért Thököly kénytelen volt dolga végezetlenül visszatérni Gyulára. Júliusban a péterváradi híd őrzésével bízták meg, ezt a feladatot látta el az augusztus 12-én lezajlott nagyharsányi csata idején is. Szeptemberben a török táborban kitört katonalázadáskor el kellett menekülnie. Októberben visszatért Várad környékére, de Munkácsig nem sikerült eljutnia.
1688. január 24-én Klobusiczky Ferenc zempléni alispán Pozsonyban átadta I. Lipótnak Thököly Imre fejedelmi jelvényeit. Február során Donatus Heißler császári tábornok Telegdnél, majd Várad környékén szétverte Thököly kisszámú hadát, aki Belgrádba menekült. Miután a császáriak szeptember 6-án azt is elfoglalták, Thököly részt vett egy kisebb jelentőségű törökellenes bolgár felkelés leverésében. 1689 nyarán Thököly 8000 fős kuruc–román-török sereggel elfoglalta Orsovát, majd Újpalánkot. Sikerei miatt a császári sereg élén Badeni Lajos őrgróf vonult ellene, aki visszaszorította Moldvába.

### Az erdélyi fejedelemség (1690)

Erdély címere

1690. április 15-én elhunyt I. Apafi Mihály. Kiskorú fiával szemben június 8-án II. Szulejmán szultán Thököly Imrét nevezte ki Erdély fejedelmévé. Bár Szulejmán 1681-ben még elismerte az ötévesen megválasztott fejedelmet, az idősebb Apafi kényszerű Bécs felé orientálódása miatt ezt az athnámét nem újította meg. Vele szemben Teleki Mihály erdélyi és Heißler tábornok császári hadai védték Erdélyt: lezárták a hágókat, majd Zernyestnél letáboroztak. Thököly 15 ezres kuruc-román–török–tatár, zömében lovas hadával átkelt a járhatatlannak tekintett havasokon, majd augusztus 21-én hátba támadta, és a zernyesti csatában legyőzte az erdélyi–császári hadakat. Teleki a csatában meghalt. Heißler fogságba esett; őt Thököly 1692 januárjában kicserélte az 1688 januárja óta házi őrizetben tartott Zrínyi Ilonára, és megüzente vele Lipótnak, hogy kész csatlakozni a törökellenes küzdelmekhez, amennyiben birodalmi hercegi címet kap. Szeptember 22-én a keresztényszigeti országgyűlés fejedelemmé választotta Thököly Imrét, kimondta birtokai visszaadását, és honfiúsította kurucait. Ezt követően Badeni Lajos őrgróf tizenhat lovasezredével Belgrád alól Erdélybe vonult, ahonnan október végére kiszorította Thökölyt Havasalföldre, és elzárta előle a Felső-Magyarország felé vezető utat is. (Ugyanakkor ezzel sorsára hagyta Belgrádot, amelyet a török nagyvezír október 8-án elfoglalt.) Ez az incidens volt az a gyorsan múló pillanat, amikor az átmeneti krízis hatására Bethlen Miklósnak sikerült aláíratnia a Diploma Leopoldinumot Lipóttal.

### Emigráció (1691–1705)
1691 februárjában a havasalföldi vajda kiűzte országából Thököly kurucait, akik ekkor Vidin környékére húzódtak vissza. A török nyári hadjáratában részt vett, Temes vármegye területén nyomult előre, majd augusztus 19-én ott volt a szalánkeméni csatában is, amely Köprülü Musztafa vereségével és halálával végződött. Októberben még betört Gyula környékére, de kisebb portyák után kénytelen volt kivonulni az országból. 1696-ig az Al-Dunánál vett részt kisebb hadicselekményekben egy-egy török seregtest parancsnokaként.
1697 júniusában II. Musztafa szultán hadjáratot indított Magyarország visszafoglalására. Thökölyt ennek kapcsán azzal bízták meg, hogy Habsburg-ellenes felkelést robbantson ki a Tisza-vidéken. Július 1-jén azonban csak Hegyalján tört ki felkelés, amelyhez ráadásul csak a jobbágyok csatlakoztak, míg a nemesség a császári oldalra állt. Mire a 80 ezres szultáni sereg augusztus 19-én Pancsovánál megkezdte a Dunán való átkelést, a hegyaljai felkelést már vérbe fojtották. Szeptember 11-én Thököly is jelen volt a zentai súlyos török vereségnél, amelyben mintegy 30 ezer török fulladt a Tiszába, és elesett Elmasz Mehmed nagyvezír is. Ettől kezdve az Erdély önállóságát garantáló török–német békeszerződést sürgető Anglia és Hollandia felé puhatolózott egészen a tényleges békekötésig, amelyben már nem volt szó Erdély önállóságáról. 1698-ban még a török békefeltételek közt is szerepelt az önálló Erdély fenntartása.
1699-ben a karlócai béke értelmében Thökölyt és kurucait az Oszmán Birodalom határtól távol eső, belső területén telepítették le. Az 1704-es Thököly-párti erdélyi betöréstől eltekintve személye a későbbiekben már nem jutott érdemleges szerephez a magyarországi és erdélyi ügyekben.
1705. szeptember 13-án, néhány nappal 48. születésnapja előtt halt meg a kis-ázsiai İzmitben, és ott is temették el.

## Emlékezete

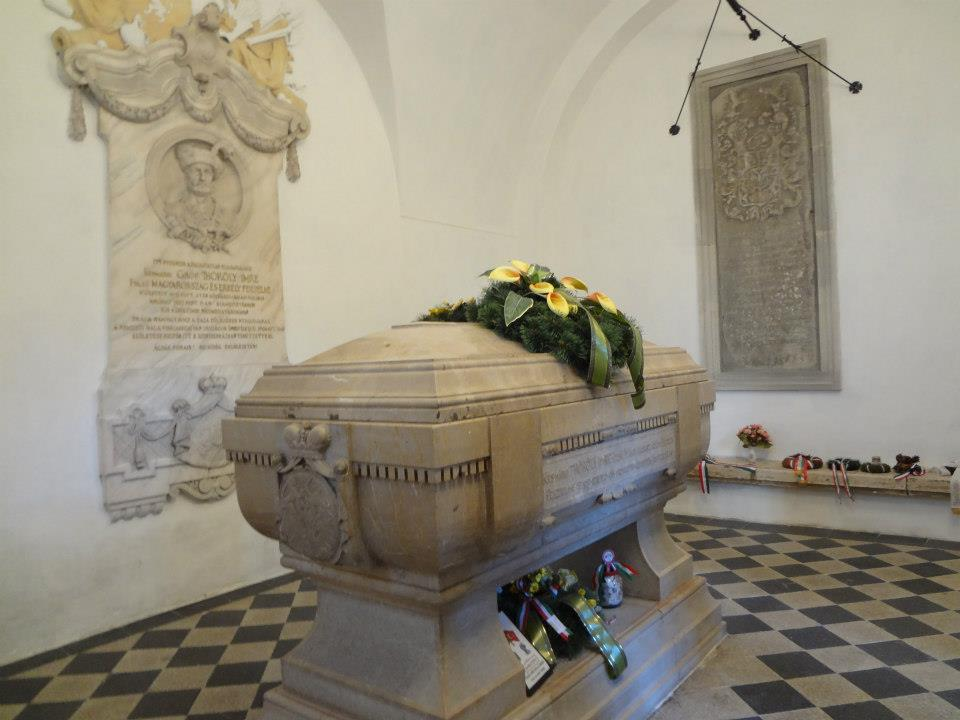
Thököly Imre síremléke Késmárkon. „HIC REQVIESCIT AB HEROICIS LABORIBVS // CELSISS. DNVS. EMERICVS THOKELY // DE KESMARK // HVNGARIAE ET TRANSYLVANIAE PRINCEPS, // VIR A REBUS PRO ASSERENDA PATRIAE // LIBERITATE FORTITER GESTIS, // TOTA EVROPA CELEBRIS. // POST VARIOS FORTVNAE CASVS // TANDEM EXTORRIS // INTER IPSAM RENASCENTIS // HVNGARIAE LIBERTATIS SPEM // EXILII SIMVL ET VITAE FINEM FECIT // IN ASIA // AD NICOMEDENSEM BITHYNIAE SINVM // IN SVO FLORUM CAMPO. // OBIIT ANNO SALVTIS 1705. // AET. 47. DIE 13. SEPTEMBRIS."

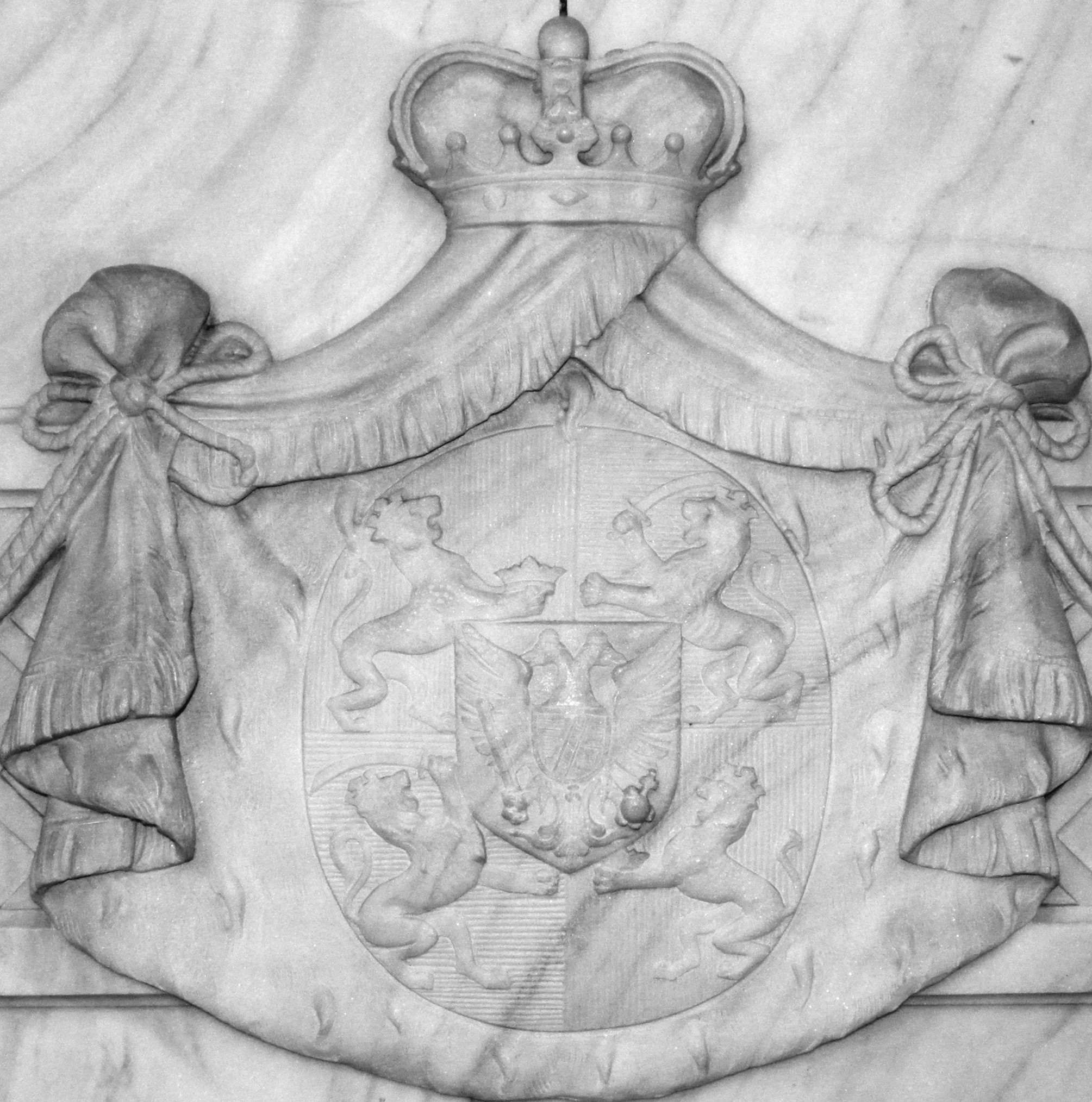
Thököly Imre címere, „ITT NYUGSZIK A HALHATATLAN SZABADSÁGHÖS // KÉSMÁRKI GRÓF THÖKÖLY IMRE // FELSÖ MAGYARORSZÁG ÉS ERDÉLY FEJEDELME // SZÜLETTET 1657 SEPT. 25ÉN KÉSMÁRKI CSALÁDI VÁRÁBAN // MEGHALT 1705 SEPT. 13ÁN SZÁMKIVETÉSBEN // KIS ÁZSIA IZMID NICOMEDIA VÁROSÁBAN // DRÁGA HAMVAIT HOGY A HAZA FÖLDJÉBEN NYUGODJANAK. // A NEMZETI HÁLA VISSZAHOZATVÁN ORSZÁGOS ÜNNEPÉLYLYEL 1906 OCT. 30ÁN // SZÜLETÉSE HELYÉN ITT E SZENTEGYHÁZBAN TEMETTETTE EL. // ÁLDÁS PORAIN! DICSÖSÉG EMLÉKEZETÉN!"

Hamvait 1906 októberében újratemették Késmárkon, szülővárosának új evangélikus templomában, ahol elhelyezték palástját és zászlaját is, valamint azt a feliratos domborművet, amely izmiti sírját borította.
Grantner Jenő 1954-ben elkészített 2,8 m-es bronzszobra a Hősök tere jobb oldali oszlopsorában balról az ötödik alak. (Eredetileg Mária Terézia szobra állt ezen a helyen.) Alatta dombormű található, „Thököly kurucai a szikszói harcban legyőzik a labancokat, 1679” felirattal.
1982-ben konferenciát szerveztek Hajdúszoboszlón a bányavárosi győzelem 300. évfordulójára.
2005-ben, halálának 300. évfordulóján İzmitben utcát neveztek el róla.
2008-ban Thököly Imre Emlékház nyílt İzmitben.
2009-ben utcát neveztek el róla Törökországban, a Márvány-tenger partján fekvő Karatepén, ott, ahol a hadvezér feleségével, Zrínyi Ilonával utolsó éveit élte száműzetésben.

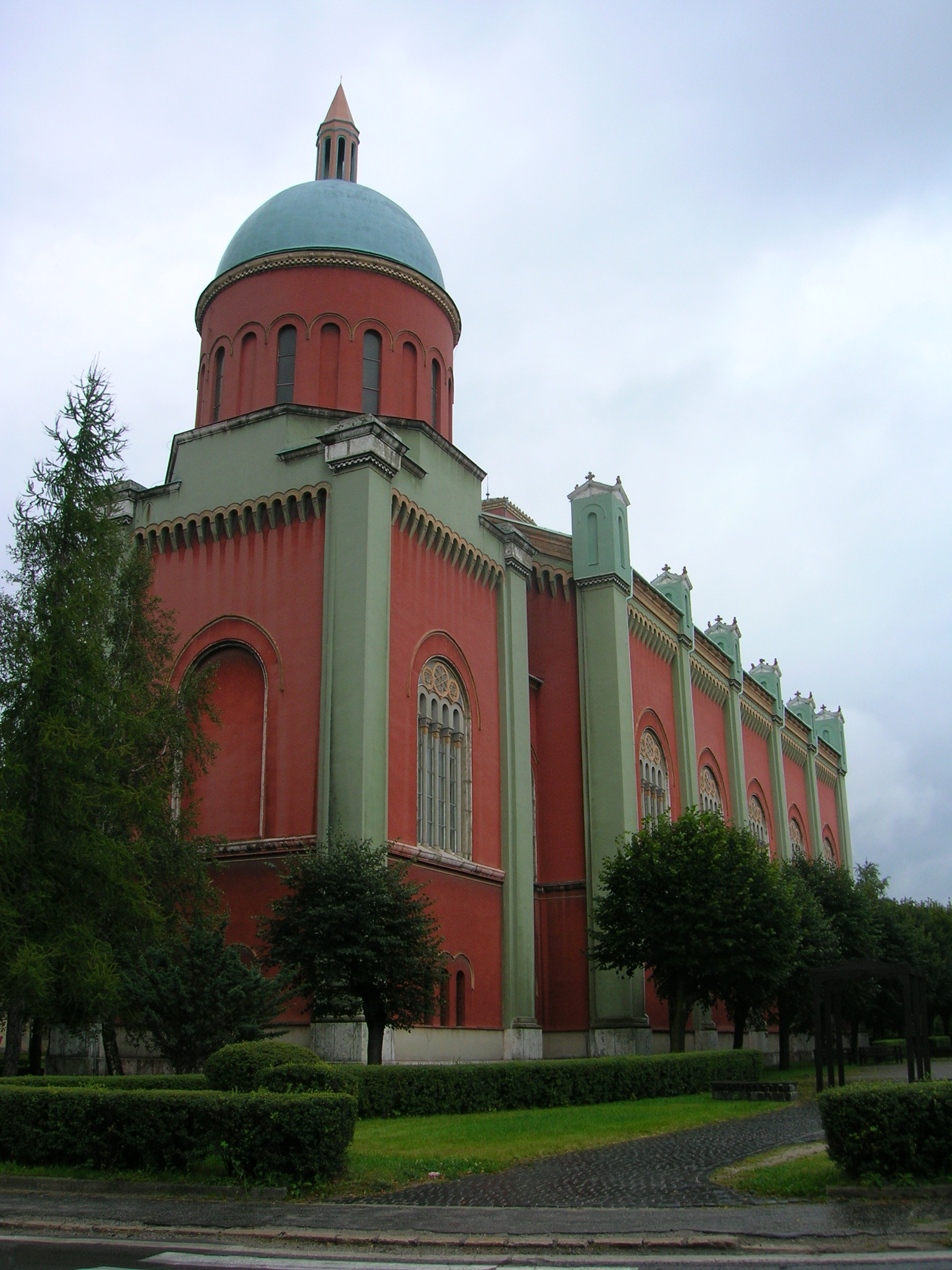
A késmárki új evangélikus templom
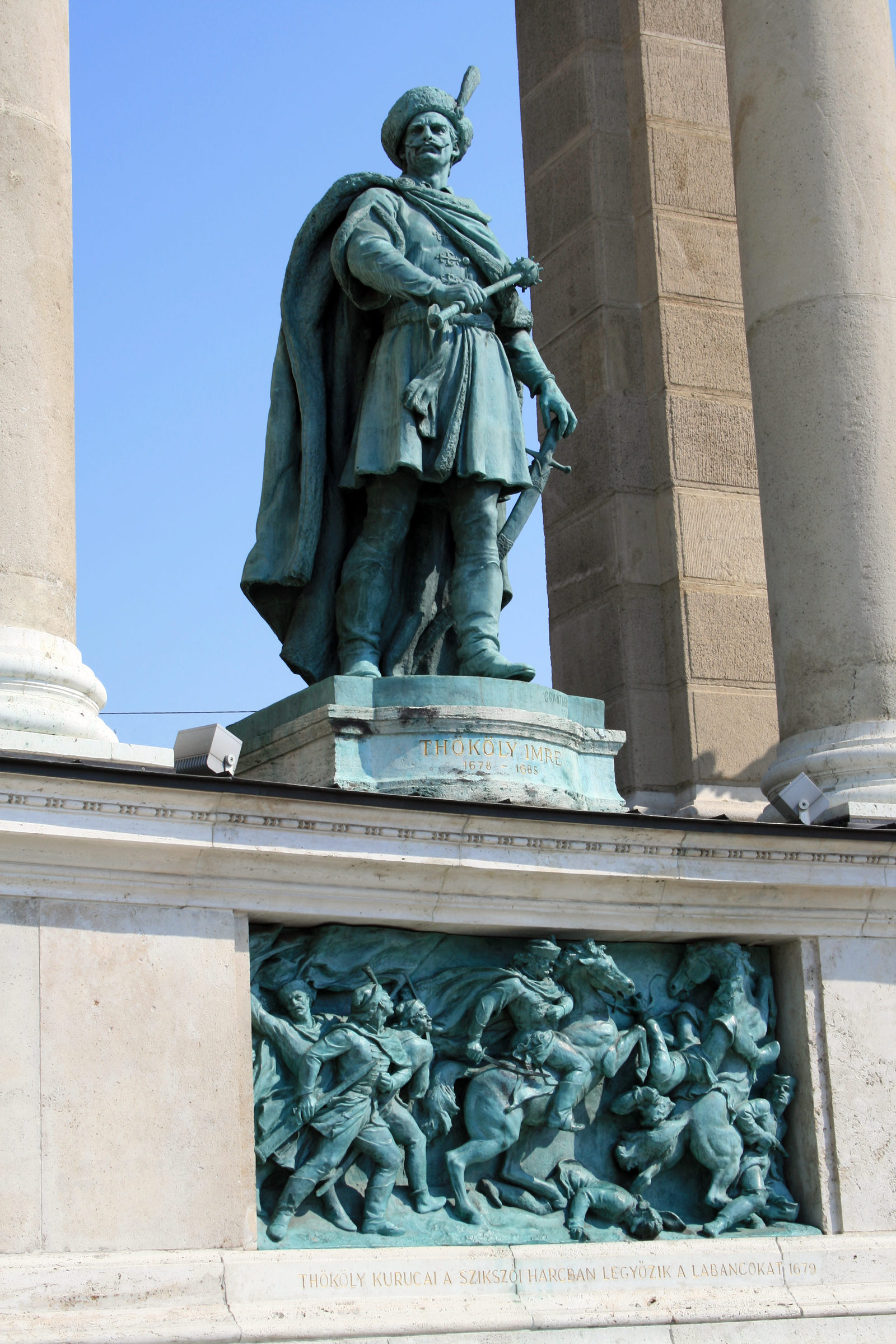
Thököly Imre szobra a Millenniumi emlékmű jobb oldali oszlopcsarnokában a Hősök terén

## Művei
- Késmárki Tököly Imre naplója 1693–1694 évekből, kéziratból kiadta: Nagy Iván, Eggenberger, Pest, 1863
- Késmárki Tököly Imre naplója 1676–1678 évekből, kiadta: Torma Károly, Akadémia, Pest, 1866, (Magyar történelmi emlékek 2. oszt. Írók)
- Késmárki Tököly Imre és némely főbb híveinek naplói és emlékezetes írásai, 1-2., kiadta: Thaly Kálmán, Eggenberger, Pest, 1868, (Magyar történelmi emlékek. 2. oszt. Írók)
  - 1. Tököly Imre saját írásai, 1689–1705
  - 2. Tököly Imre némely főbb híveinek naplói és emlékezetes írásai, 1686–1705
- Késmárki Tököly Imre naplói, leveleskönyvei és egyéb emlékezetes írásai, kiadta: Thaly Kálmán, Eggenberger, Budapest, 1873, (Magyar történelmi emlékek 2. oszt. Írók)
- Tököly Imre gróf levelei, sajtó alá rendezte: Deák Farkas, Akadémia, Budapest, 1882
- Thököly Imre fejedelem 1691–1692-iki leveleskönyve, kiadta: Thaly Kálmán, Akadémia, Budapest, 1896, (Magyar történelmi emlékek 2. oszt. Írók)
- Thököly iratok a megyei levéltárban, válogatta és a bevezetőt írta: Láczay Magdolna, Szabolcs-Szatmár Megyei Levéltár, Nyíregyháza, 1978, (Szabolcs-Szatmár Megyei Levéltár kiadványai)

### Szépirodalmi művek életéről
- Gyöngyösi István: Thököly Imre és Zrínyi Ilona házasságáról (elbeszélő költemény), 1683
  - Thököly Imre és Zrínyi Ilona házassága / Gyöngyösi István: Palinódia – Kesergő Nimfa, a szöveget gondozta és a jegyzeteket írta: Jankovics József és Nyerges Judit, utószó: Jankovics József, Balassi, Budapest, 2000, (Régi magyar könyvtár)
- Jókai Mór: A magyar nemzet története regényes rajzokban (fejezetcímek: Tököli Imre / Az ostromolt Bécs / Hátra van még a fekete leves! / Caraffa – Az eperjesi mészárlás / Két civakodó közt a harmadik / A szultán kutyája / A zernyesti csata / Erdély hitlevele / A zalánkeméni diadal / Tököli és Veterani / Savoyai Jenő – A zentai diadal / A karlócai béke / Zrínyi Ilona)
- Somló Sándor: Thököly Imre (színmű), Pest, 1870
- Takács Tibor: A kaftános fejedelem (regény), Budapest, 1965
- Takács Tibor: Thököly ifjúsága (regény), Budapest, 1966

(Forrás: Magyar életrajzi lexikon: Thököly Imre)

## Származása
| Thököly Imre (Késmárk, 1657. szept. 25.– İzmit, 1705. szept. 13.) erdélyi fejedelem | Apja: gr. Thököly István (1623. febr. 5.– Árva vára, 1670. dec. 4.) árvai főispán | Apai nagyapja: b. Thököly István (1581. dec. 12.– 1651. nov. 8.) királyi tábla ülnök | Apai nagyapai dédapja: b. Thököly Sebestyén (? –1607)                                                      |
| Thököly Imre (Késmárk, 1657. szept. 25.– İzmit, 1705. szept. 13.) erdélyi fejedelem | Apja: gr. Thököly István (1623. febr. 5.– Árva vára, 1670. dec. 4.) árvai főispán | Apai nagyapja: b. Thököly István (1581. dec. 12.– 1651. nov. 8.) királyi tábla ülnök | Apai nagyapai dédanyja: Dóczy Zsuzsa                                                                       |
| Thököly Imre (Késmárk, 1657. szept. 25.– İzmit, 1705. szept. 13.) erdélyi fejedelem | Apja: gr. Thököly István (1623. febr. 5.– Árva vára, 1670. dec. 4.) árvai főispán | Apai nagyanyja: bethlenfalvi Thurzó Kata (1592 után–?)                               | Apai nagyanyai dédapja: gr. Thurzó György (Lietava, 1567. szept. 2.– Nagybiccse, 1616. dec. 26.) nádor     |
| Thököly Imre (Késmárk, 1657. szept. 25.– İzmit, 1705. szept. 13.) erdélyi fejedelem | Apja: gr. Thököly István (1623. febr. 5.– Árva vára, 1670. dec. 4.) árvai főispán | Apai nagyanyja: bethlenfalvi Thurzó Kata (1592 után–?)                               | Apai nagyanyai dédanyja: Czobor Erzsébet                                                                   |
| Thököly Imre (Késmárk, 1657. szept. 25.– İzmit, 1705. szept. 13.) erdélyi fejedelem | Anyja: rátóti Gyulaffy Mária (1637–Késmárk ?, 1659. nov. 19.)                     | Anyai nagyapja: Gyulaffy Sámuel Doboka vármegyei főispán                             | Anyai nagyapai dédapja: Gyulaffy László (? –1605)                                                          |
| Thököly Imre (Késmárk, 1657. szept. 25.– İzmit, 1705. szept. 13.) erdélyi fejedelem | Anyja: rátóti Gyulaffy Mária (1637–Késmárk ?, 1659. nov. 19.)                     | Anyai nagyapja: Gyulaffy Sámuel Doboka vármegyei főispán                             | Anyai nagyapai dédanyja: Széchy Kata                                                                       |
| Thököly Imre (Késmárk, 1657. szept. 25.– İzmit, 1705. szept. 13.) erdélyi fejedelem | Anyja: rátóti Gyulaffy Mária (1637–Késmárk ?, 1659. nov. 19.)                     | Anyai nagyanyja: iktári Bethlen Anna                                                 | Anyai nagyanyai dédapja: iktári Bethlen István (Marosillye, 1582– Ecsed, 1648. jan. 10.) erdélyi fejedelem |
| Thököly Imre (Késmárk, 1657. szept. 25.– İzmit, 1705. szept. 13.) erdélyi fejedelem | Anyja: rátóti Gyulaffy Mária (1637–Késmárk ?, 1659. nov. 19.)                     | Anyai nagyanyja: iktári Bethlen Anna                                                 | Anyai nagyanyai dédanyja: Károlyi Kata                                                                     |